# Apple Lossless

Logotipo do Apple Lossless

Apple Lossless, também conhecido como Lossless Codec de Áudio (ALAC) ou Apple Lossless Encoder (ALE), é um formato de codificação de áudio e sua implementação de codec de áudio de referência, desenvolvida pela Apple Inc. para compressão de dados sem perdas de música digital. Depois de inicialmente mantê-lo proprietário desde o seu início em 2004, no final de 2011 a Apple fez o codec disponível de código aberto e royalty-free. Tradicionalmente, a Apple se referiu ao codec como Apple Lossless, embora mais recentemente eles começaram a usar o termo abreviado ALAC quando se refere ao codec.